# Kostel svaté Kateřiny Alexandrijské a dominikánský klášter ve Splitu
Kostel svaté Kateřiny Alexandrijské, respektive svatého Dominika a dominikánský klášter ve Splitu (chorvatsky Crkva i samostan sv. Katarine (sv. Dominika) u Splitu) je římskokatolický kostel s klášterem v chorvatském Splitu. Nachází se přímo naproti Stříbrné bráně Diokleciánova paláce na adrese Hrvojeva 2 ve čtvrti Grad. Celý objekt je chráněn jako kulturní statek a nemovitý kulturní majetek s označením Z-4645. 

## Popis objektu
Budova dnešního kostela sv. Kateřiny Alexandrijské s klášterem byly postaveny v 17. až 20. století, nicméně klášterní komplex má daleko starší původ. Byl vybudován ve středověku na místě raně křesťanského kostela téhož zasvěcení v 5. – 6. století, který byl zničen v době opevňování města v krétské válce (1645–1669). Po odeznění válečné situace byl v letech 1666-1682 kostel i klášter přestavěn v barokním slohu.
Dnešní podoba je výsledkem zásadních úprav z let 1932-1934, kdy byl kostel rozšířen a barokní zvonice zbourána. V roce 1944 byl klášter částečně zničen spojeneckým bombardováním Splitu.
Kostel má barokní oltáře s malbami, mezi nimiž vynikají díla Matyáše Ponzoniho-Pončuna a Sebastiana Devity.
V letech 2007-2010 proběhla rekonstrukce kostela a kláštera. 